# Dicranucha
Dicranucha is een geslacht van vlinders van de familie tastermotten (Gelechiidae).

## Soorten
- D. albicincta (Meyrick, 1921)
- D. crateropis (Meyrick, 1921)
- D. dicksoni Janse, 1963
- D. homochroma Janse, 1954
- D. legalis (Meyrick, 1921)
- D. nephelopis (Meyrick, 1921)
- D. ochrostoma (Meyrick, 1913)
- D. serialis (Meyrick, 1908)
- D. sterictis (Meyrick, 1908)
- D. strepsigramma (Meyrick, 1937)